# Yeray Álvarez
Yeray Álvarez López (Barakaldo, 24 de janeiro de 1995) é um futebolista espanhol que atua como zagueiro. Atualmente defende o Athletic Bilbao.
Em 2017, Yeray foi diagnosticado com câncer testicular, mas no mesmo ano, se recuperou, retornando as atividades no Athletic Bilbao.

## Carreira no clube
Nascido em Barakaldo, Biscaia, País Basco, Yeray ingressou na formação jovem do Athletic Bilbao em Lezama em 2008, aos 13 anos. Ele jogou na NextGen Series de 2012–13 com o time Juvenil A, e estreou como sênior no CD Basconia (a equipe filial) na temporada seguinte, na Tercera División.
Em 26 de maio de 2014, Yeray foi promovido ao time reserva que competia na Segunda División B. Ele contribuiu com 36 partidas e um gol durante a campanha – incluindo os play-offs – enquanto retornavam à Segunda División após uma ausência de 19 anos.
Yeray fez sua primeira partida profissional em 24 de agosto de 2015, entrando como substituto no segundo tempo para Jurgi Oteo em uma derrota em casa por 1 a 0 contra o Girona FC. Ele foi titular regular durante essa temporada, mas a equipe foi imediatamente rebaixada de volta como a última colocada.
Na pré-temporada de 2016, Yeray foi promovido ao elenco principal, e fez sua estreia competitiva em 15 de setembro daquele ano, quando jogou os 90 minutos completos em uma derrota por 0–3 fora de casa contra o U.S. Sassuolo Calcio na fase de grupos da Liga Europa da UEFA. Sua primeira aparição na La Liga ocorreu três dias depois, substituindo Eneko Bóveda em uma vitória em casa por 2–1 sobre o Valencia CF.
Yeray posteriormente se tornou titular regular dos Leões, aparecendo em 17 de 20 partidas possíveis em todas as competições. Devido à natureza de sua progressão pelas categorias de base, ele detinha a distinção incomum de ter jogado em uma liga diferente a cada temporada de 2008 a 2016 sem interrupção: cinco níveis de base terminando com a División de Honor Juvenil de Fútbol, quarto nível com o Basconia, divisões dois e três com os reservas e a primeira divisão com o time sênior. No entanto, a sequência foi interrompida abruptamente em 23 de dezembro de 2016, quando o clube anunciou que ele havia sido diagnosticado com câncer testicular e passaria por cirurgia na semana seguinte; ele voltou à ação em 4 de fevereiro de 2017 após apenas 46 dias, jogando os 90 minutos completos em uma derrota por 3–0 fora de casa contra o FC Barcelona, e cinco dias depois, ele estendeu seu contrato até 2022.
Em 12 de junho de 2017, exames encontraram mais anormalidades cancerígenas, resultando na necessidade de Yeray passar por tratamento de quimioterapia. Em seu retorno ao centro de treinamento do clube no mês seguinte, ele foi recebido por todo o elenco de jogadores, que haviam raspado suas cabeças em um gesto de solidariedade.
Em 20 de dezembro de 2017, Yeray foi capitão do Athletic sub-23 em uma vitória sobre o Swansea City na Premier League International Cup (um torneio de reservas). 259 dias após sua última aparição, ele retornou à equipe principal em 4 de fevereiro de 2018 (exatamente um ano após sua primeira partida de retorno, ambas por uma estranha coincidência ocorrendo no Dia Mundial do Câncer), jogando a totalidade de uma derrota por 0–2 fora de casa para o Girona pela liga doméstica.
Yeray concordou com um novo contrato de sete anos em 18 de julho de 2019, mantendo-o no Estádio San Mamés até 2026 e com uma cláusula de rescisão fixada em €70 milhões. Ele marcou seu primeiro gol competitivo pela equipe principal em 25 de janeiro de 2021, cabeceando um cruzamento de Iker Muniain para o segundo gol de sua equipe em uma vitória em casa por 5–1 sobre o Getafe CF.

## Carreira internacional
Em 23 de março de 2017, Yeray estreou pela seleção sub-21 da Espanha em um jogo amistoso contra a Dinamarca. Ele foi selecionado para o elenco do Campeonato Europeu Sub-21 da UEFA daquele ano, mas foi retirado devido a uma doença antes do início do torneio.
Embora não fizesse parte do elenco de 23 jogadores para as finais da Copa do Mundo FIFA de 2018, Yeray foi convocado pelo técnico da seleção principal, Julen Lopetegui, para um amistoso contra a Suíça, a ser realizado em 3 de junho. Ele permaneceu como reserva não utilizado no empate por 1 a 1.
Yeray também jogou pela equipe não oficial do País Basco, estreando contra a Costa Rica em novembro de 2020.

## Titulos

### Athletic Bilbao
- Supercopa da Espanha: 2020-21
- Copa do Rei: 2023–24